# 丹·博倫
丹尼爾·大衛·「丹」·博倫 （英語：Daniel David "Dan" Boren；1973年8月2日—）是一位已經退出政壇的美国政治人物。在2005年至2013年期間，他曾經出任奧克拉荷馬州第二選區的聯邦眾議員。他的黨籍是民主黨。2011年6月7日，他表示自己不會尋求連任。